# Марута, Владимир Васильевич
Владимир Васильевич Мару́та (1904 — 1962) — советский актёр театра и кино. Заслуженный артист РСФСР (1952).

## Биография
Родился 7 января 1904 года в Самаре.
В 1930—1937 годах артист Театра-студии под руководством Р. Н. Симонова, в 1937 — 1962 годах — Московского театра имени Ленинского Комсомола.
Умер 3 сентября 1962 года. Похоронен в Москве на Новодевичьем кладбище (участок № 3).

## Награды
- заслуженный артист РСФСР (27.5.1952).
- орден «Знак Почёта» (15.02.1948)[1]
- медали

## Творчество

### Театральные работы
- «Вишневый сад» А. П. Чехова — Борис Борисович Симеонов-Пищик

### Фильмография
- 1938 — В людях — Митропольский
- 1939 — Мои университеты — Ромась
- 1940 — Суворов — генерал-майор лейб-гвардии Толбухин
- 1946 — Клятва — Карл Иванович Кайзер; Адмирал Нахимов — капитан
- 1947 — Сельская учительница — Клим Воронов
- 1948 — Суд чести — академик Петр Степанович Грушницкий
- 1950 — Заговор обречённых — Гуго Вастис
- 1953 — Корабли штурмуют бастионы — французский генерал
- 1954 — Чемпион мира — тренер Олле Ингрэма
- 1956 — Обыкновенный человек — академик Полынов; Необыкновенное лето — профессор
- 1957 — Семья Ульяновых — прокурор
- 1959 — Василий Суриков — учитель математики Невенгловский
- 1962 — Коллеги — фельдшер Макар Иванович